# Petr Pešl
Petr Pešl est un joueur tchèque de volley-ball, né le 18 mai 1973. Il mesure 2,00 m et joue réceptionneur-attaquant après avoir commencé sa carrière comme central. Il totalise 264 sélections en équipe nationale de République tchèque.

## Clubs
| Club                  | Pays               | De        | À         |
| --------------------- | ------------------ | --------- | --------- |
| AS Cannes             | France             | 1994-1995 | 1996-1997 |
| Dukla Libereč         | République tchèque | 1997-1998 | 1997-1998 |
| Panathinaikos Athènes | Grèce              | 1998-1999 | 1998-1999 |
| Tours Volley-Ball     | France             | 1999-2000 | 2003-2004 |
| Arago de Sète         | France             | 2004-2005 | 2005-2006 |
| Saint-Brieuc CAVB     | France             | 2006-2007 | 2007-2008 |
| Dukla Libereč         | République tchèque | 2008-2009 | …         |

## Palmarès
- Championnat de France (2)
  - Champion : 1995, 2004
  - Finaliste : 2003, 2005
- Coupe de France (2)
  - Vainqueur : 1995, 2003
  - Finaliste : 1996, 2000, 2001